# Ipswich Town F.C.
Ipswich Town er en engelsk fodboldklub fra Ipswich i Suffolk, der spiller i den anden bedste engelske række, Championship. Klubben har før spillet i den bedste engelske række flere gange, senest i Premier League fra 2000 til 2002 og i 2024-25.
Klubben havde to storhedsperioder: 
Den første startede med ansættelsen af Alf Ramsey. I hans første sæson 1956/1957 vandt de den daværende tredje division. Over de næste år røg Ipswich op gennem rækkerne, og opturen kulminerende med det engelske mesterskab 1961/1962. Året efter var klubben med i UEFA-Cuppen, hvor de røg ud anden runde til AC Milan, de senere mestre. Alf Ramsey forlod klubben i 1963 til fordel for det engelske landshold. Under Alf Ramsey vandt det engelske landshold VM i 1966. Sæsonen efter Ramseys afsked måtte Ipswich lide den tort at rykke ned i den daværende anden division.
Den anden store periode i Ipswich's historie kom med ansættelsen af Bobby Robson, der blev ansat i januar 1969. Han brugte lang tid på at omstrukturere klubben, og første frugt var da klubben vandt FA Cuppen for ungdomshold i 1973 og 1975. Hvorefter klubbens senior hold kopierede bedriften i 1978 – præcist 100 år efter klubben blev grundlagt. Sæsonen efter hentede klubben de to hollændere Arnold Mühren og Frans Thijssen, som fik stor indflydelse på spillet. Derudover havde de også landsholdsspillerne Mick Mills, Paul Mariner, Terry Butcher, for ikke at snakke om John Wark, Paul Cooper, Allan Hunter, Eric Gates og Alan Brazil.De følgende år var de med til at spille om mesterskabet, og i 1981 vandt klubben også UEFA Cuppen med en finalesejr over AZ Alkmaar. Men efter VM i fodbold 1982 overtog Bobby Robson det engelske landshold. Under den nye manager Bobby Ferguson var klubben knapt så succesfuld, og i 1986 røg Ipswich ned igen.
De danske landsholdsspillere Claus Thomsen, Thomas Gaardsøe og  Jonas Knudsen har tidligere spillet for klubben.

## Spillertrup
Oversigten er opdateret til og med 6. april 2025

### Nuværende hold
| Nr. | Land       | Position | Spiller         |
| --- | ---------- | -------- | --------------- |
| 1   | Kosovo     | MM       | Arijanet Muric  |
| 3   | England    | FO       | Leif Davis      |
| 5   | Egypten    | MI       | Sammy Morsy     |
| 6   | England    | FO       | Luke Woolfenden |
| 7   | Wales      | AN       | Wes Burns       |
| 8   | England    | MI       | Kalvin Phillips |
| 9   | Paraguay   | MI       | Julio Enciso    |
| 10  | England    | AN       | Conor Chaplin   |
| 12  | Sverige    | MI       | Jens Cajuste    |
| 13  | Skotland   | MM       | Cieran Slicker  |
| 14  | Irland     | MI       | Jack Taylor     |
| 15  | Australien | FO       | Cameron Burgess |

| Nr. | Land                        | Position | Spiller          |
| --- | --------------------------- | -------- | ---------------- |
| 18  | England                     | FO       | Ben Johnson      |
| 19  | England                     | AN       | Liam Delap       |
| 20  | Jamaica                     | AN       | Omari Hutchinson |
| 21  | Irland                      | AN       | Chiedozie Ogbene |
| 22  | England                     | FO       | Conor Townsend   |
| 23  | Irland                      | MI       | Sammie Szmodics  |
| 24  | England                     | FO       | Jacob Greaves    |
| 25  | Australien                  | MI       | Massimo Luongo   |
| 26  | Irland                      | FO       | Dara O'Shea      |
| 27  | England                     | AN       | George Hirst     |
| 28  | England                     | MM       | Christian Walton |
| 29  | England                     | AN       | Jaden Philogene  |
| 31  | England                     | MM       | Alex Palmer      |
| 33  | Wales                       | AN       | Nathan Broadhead |
| 40  | Demokratiske Republik Congo | FO       | Axel Tuanzebe    |
| 44  | England                     | FO       | Ben Godfrey      |
| 47  | England                     | AN       | Jack Clarke      |

#### Under 23
| Nr. | Land       | Position | Spiller          |
| --- | ---------- | -------- | ---------------- |
| 26  | Irland     | AN       | Aaron Drinan     |
| 28  | Nordirland | MI       | Conor McKendry   |
| 29  | England    | MM       | Harry Wright     |
| 34  | Australien | AN       | Ben Folami       |
| 35  | England    | AN       | Ben Morris       |
| 37  | Irland     | FO       | Barry Cotter     |
| 38  | England    | FO       | Patrick Webber   |
| 42  | Irland     | AN       | Shane McLoughlin |
| 4   | England    | MI       | rekeem Harper    |
| 16  | Tunesien   | MI       | Idris El Mizouni |
| —   | England    | FO       | Dylan Crowe      |
| 30  | England    | AN       | Cameron Humpreys |

| Nr. | Land    | Position | Spiller          |
| --- | ------- | -------- | ---------------- |
| 33  | England | FO       | Bailey Clements  |
| 36  | England | MI       | Fraser Alexander |
| 40  | England | AN       | Thomas Hughes    |
| 47  | England | AN       | Tyreece Simpson  |
| —   | England | MI       | Armando Dobra    |
| —   | England | MI       | Brett McGavin    |
| —   | England | MI       | Kai Brown        |
| —   | England | AN       | Zak Brown        |
| —   | England | AN       | Declan Daniels   |
| —   | England | AN       | Jack Lankester   |
| —   | England | AN       | Albert Wilton    |

#### På leje
| Nr. | Land    | Position | Spiller                                                           |
| --- | ------- | -------- | ----------------------------------------------------------------- |
| 40  | England | FO       | Chris Smith (på leje hos Aldershot Town indtil 29. december 2018) |